# Димитрије Давидовић
Димитрије Давидовић (Земун, 23. октобар 1789 — Смедерево, 6. април 1838) био је српски политичар и дипломата, уставописац, новинар и публициста.
Давидовић је каријеру у Србији започео као лекар и кнежев приватни (породични) секретар, наставио као кнежев државни секретар, истакао се у Цариграду као дипломата, да би своју делатност крунисао писањем Сретењског устава и стекао положај попечитеља (министра). Димитрије Давидовић је успео да постане прва личност уз кнеза Милоша Обреновића.

## Младост и школовање
Димитрије Давидовић је рођен у Земуну, 23. октобра 1789. године, од оца Гаврила Георгијевића и мајке Марије. По Антонију Арноту (1838) потиче он "од старине Протића".
Рођен је у једноспратној кући која се данас налази на броју 171, на углу улице Главне и Каналске улице. Димитрије се родио за време последњег аустро – турског рата (1788—1791), у периоду када су аустријске трупе тек заузеле Београд 1789. године, и у време Револуције у Француској. Димитријев отац Гаврило је био региментски свештеник и капелан у грчкој цркви у Бечу, и за ту службу одликован је посебним крстом. Гаврило се потом вратио у Земун у свештеничко звање проте. Напустивши касније свештенички позив, Гаврило се определио за трговину.
Димитријев деда звао се Давид Георгијевић (Ђорђевић) и био је један од познатијих наставника Латинске школе у Сремским Карловцима, коју је основао митрополит Павле Ненадовић. Димитрије је касније по најпознатијој личности у породици деди, Давиду, узео презиме Давидовић. Димитрије је у петој години прележао „велике красте“ (богиње). Током целог живота био нежне природе, плаве пути, рошавог лица услед прележаних великих богиња и слабог вида.
Он је у шестој години пошао у српску школу, и у њој учио до једанаесте. Завршио је српску школу и одслушао „немацку норму“, између 1795. и 1801. године. Отац Гаврило решио је да сину омогући да настави школовање, па га је упутио у Сремске Карловце, где је од 1792. године радила Гимназија. Давидовић је тамо похађао шестогодишњу гимназију, са припремним разредом 1801/1802. и три разреда граматикалне класе од 1802. до 1805. године, као и две хуманитарне (човечности) класе од 1805. до 1807. године.
У Сремским Карловцима је с успехом дошао до краја последњег разреда, шестог, када је, због једне пасквиле (погрдног писма), изазвао сукоб са митрополитом Стеваном Стратимировићем и професором Гаврилом Храниславом. Он је у писму (књижици) у сатири, заједљивим стиховима извргао руглу професора Хранислава. Давидовић је због озлоглашених књижица против својих претпостављених искључен из школе и том приликом добио и десет удараца корбачом. Димитријев отац Гаврило који је био трговац, активно је помагао устанике током Српске револуције. Млади Давидовић је отпутовао на север, у намери да доврши своје школовање. У Кежмарoку је завршио прву, а у Пешти другу годину филозофије на Лицеју 1809. године. У Кежмераку и Пешти био је школски друг и велики пријатељ са будућим творцем српског романа, слушаоцем права Милованом Видаковићем.
Давидовић је завршио другу годину филозофије и уписао медицинску школу у Пешти. Када је имао двадесет и две године завршио је трећи разред лекарске школе 1812. године, тада је превео и штампао Ајземаново Наставленије к благонаравију, брошуру малог формата намењено деци. У Пешти је са Давидовићем учио медицину, Димитрије Фрушић са којим је похађао Карловачку гимназију. У јесен 1812. из Пеште Давидовић и Фрушић одлази у Беч да настави са учењем медицине и стекну градус. Али, Давидовић се одмах по завршетку првог семестра брзо разочарао у студије медицине, које није никад завршио.

## Новине сербске у Бечу и Новине србске у Србији
На Фрушићеву идеју да покрену издавање новина, Давидовић је свесрдно прихватио. Два студента медицине, бруцоши, Димитрије Давидовић и Димитрије Фрушић, подстакнути Јернејем Копитаром, поднели су 2. фебруара 1813. године Врховној полицијској управи у Бечу захтев за издавање новина. Међутим, канцелар Метерних одбио је њихов захтев због ратовања у Србији и нерешеног њеног положаја. На Копитаров наговор, они су се обратили 10. марта 1813. године лично цару Францу, они су добили царску сагласност, а после полицијске провере добили су позитивно решење 26. априла 1813. године. Први број изашао је из штампе 23. августа 1813. године под називом Новине сербске из царствујушчег града Вијене. Од 1816. године штампане су под скраћени називом – Новине сербске. У почетку су штампане сваки дан сем недеље и празника, а од 1817. до 1822. године два пута недељно.
После слома Првог српског устанка и великог турског терора појавиле су се српске избеглице у Аустријском царству. У Беч су пристигли Вук Караџић и Прота Матеја Ненадовић, којима су се нашли на услузи новинари Давидовић и Фрушић. Они су били на услузи Проти Матеји, званичном представнику устаничких Срба. Они су преводили, састављали европским владарима званичне молбе, водили Проту Матеју на аудијенције. Аустријски цар Франц примио је Проту Матеју и Давидовића у аудијенцију 20. маја 1814. године, том приликом су тражили заштиту и помоћ за избегле Србе.
Давидовићеве и Фрушићеве новине постале су носилац књижевног живота Срба својим рубрикама „Смеснице књижествене“ „Књижество србско“ и „Прикљученија внутрања“. Давидовић уводи нови књижевни лист у виду алманаха под називом – Забавник. У Бечу је објавио шест бројева Забавника од 1815. до 1821. године. Фрушић 1816. године, после дипломирања напустио Беч и новинарски рад и посветио се медицини. Давидовић од тада сам уређује новине. Давидовић се заинтересовао за издавање књига, а и веровао је да ће моћи да поправи свој материјални положај ако поседује сопствену штампарију, због тога је затражио дозволу за типографију и почео да учи штампарски занат.
Давидовић се оженио 1817. године у Пешти са Савком Диомандином. Већ следеће 1818. године након рођења сина Светозара умире му жена. Био је принуђен да се већ почетком 1819. године по други пут ожени, овај пут са Јеленом Фаратин. Из тог брака су остала његова деца: Милан, Јован и Савка.
Године 1819. положио је за мајстора. Купио је штампарију, али је добио ограничено штампарско право да печата књиге само на восточним језицима. Давидовић је говорио више језика – старословенски, руски, латински, немачки и француски. На Давидовића је битно утицала Француска револуција. Давидовић је, како својим тако и другим текстовима штампаним у Новинама сербским и Забавнику, подржао Вука Караџића, српског књижевног реформатора, што је одушевило њиховог „ментора“ Копитара. Али је тако добио противнике који су бранили црквенословенски књижевни језик. Давидовић је по наговору Копитара ставио своје новине Вуку на располагање да се беспоштедно „обрачуна“ са Милованом Видаковићем. Давидовић је омогућио Вуку да искаже свој борбени дух и смисао за полемику, да уреди неколико бројева новина, да у њима штампа своје полемике, као и многе текстове његових пријатеља.
Давидовић је подржао Ћирила Цветковића, протосинђела манастира Савине, у супротстављању епископу далматинском Венедикту Краљевићу који је створио план о оснивању унијатског семеништа у Шибенику и изазвао незадовољство српских православних хришћана дуж Јадрана. Опадање броја претплатника, ограничено штампарско право, полемике о књижевном језику, задуженост и уплитање у проблем унијаћења, били су довољан повод Давидовићу да напусти Беч и пресели се у Србију. Када се упутио према Србији 1821. године, новине је препустио студенту права Петру Матићу. Последње велико дело које је урадио у Бечу били су Дјејанија к историји србског народа изашла у последњем броју Забавника 1821. године. Био је члан и сарадник пољског, Краковског ученог друштва.
Био је загрејан просветитељским идејама и слободоумљем; бавио се и књижевношћу и историјом. Још као студент медицине, први је покренуо у XIX вијеку новине ("Новине србске"), које је издавао најприје у Бечу 1813 — 1821. године, а потом у Србији од 05. јануара 1834. до 16. марта 1835. године. Припремио је и штампао у Србији три годишта Забавника - за 1833, 1834. и 1835. године.
Давидовић је потрошио миразе обеју супруга ради штампарије и новина. Био се наводно толико презадужио да је бежећи од поверилаца побегао у Србију. Прешао је у Србију 1821. и до 1829. године био је секретар кнежеве канцеларије. Од 1829. до 1833. године је био члан делегације за преговоре с Турцима, и заслужан је за њихов добар исход. Двапут је био у Цариграду, 1829. и 1831. године тражећи потврду српска права. Успео је да добије султанов хатишериф о наслеђу кнежевском. Код другог боравка руски посланик Бутегев му је у знак признања и поштовања поклонио велики скупоцени прстен са драгим каменом.
Године 1835. године је израдио Сретењски устав, који је обнародован исте године у Крагујевцу и у уставном периоду је био министар унутрашњих послова и просвјете. Као уредник "Србеске новине" добио је оштар укор од књаза, који је тешко поднео толико да се разболео. Господар Милош му је замерио због чланка у којем је критикована дипломатска активност Енглеске и Француске у Цариграду, а на штету Русије. Затим је смењен са места уредника, одбијена му је оставка, па је морао 1835-1836. године да остане у Крагујевцу и буде саветник књажевом брату Јеврему. Ни то није било довољно књазу јер га је слао да 1837. године води бригу о кнежевићима као васпитач и учитељ. Званично - по укидању овог устава пао је у немилост код кнеза Милоша Обреновића и до краја живота је остао у сиромаштву.
Повукао се у Смедерево, град својих предака, где је боловао. После две године од званичног пензионисања, умро је и сахрањен у Смедереву 1838. године. Почива у цркви Успења Богородице "више олтара". На белој студеничкој мермерној надгробној плочи, дао је да се уклеше натпис: Димитрије Давидовић сав Србин. У граду му је јуна 1938. свечано откривен споменик.
Главно његово историографско дјело, "Дјејанија к историји српскога народа", објављено је 1824. године, а затим 1846. и 1848. године под насловом "Историја народа србског". Радован Самарџић, један од најистакнутијих изучавалаца развоја српске историографије, сврстао је ово дело у прелазни период српске историографије између дела Јована Рајића и првих модерних српских историчара (Александра Стојачковића, Николе Крстића и Илариона Руварца). Иако се попут сличних дела углавном ослања на раније радове ово дело је, према речима Симе Ћирковића, остварило знатан утицај јер је доживело више издања а коришћено је и као уџбеник.
Додељен му је руски Орден Светог Владимира.

## Галерија
- Рубрика „Смесице поучитељне и забавне“ у Новинама србским бр. 15 од 13/25. априла 1835. године у којој је Давидовић дао јавности на увид кратак садржај Устава САД, у то доба недовољно познате државе у свету.
- Прве две стране издања Забавника за 1816. годину.
- Споменик Д. Давидовићу у Крагујевцу
- Гроб Димитрија Давидовића на Старом смедеревском гробљу